# Begraafplaats van Frameries
De begraafplaats van Frameries is een gemeentelijke begraafplaats in de Belgische gemeente Frameries, gelegen aan de Rue Donaire op 900 m ten noordoosten van de Église Sainte-Waudru.
Er ligt een perk met 25 graven van Belgische gesneuvelden en een monument voor de gesneuvelden uit de Eerste Wereldoorlog.

## Britse oorlogsgraven

### Geschiedenis
Op de begraafplaats liggen 95 Commonwealth graven met gesneuvelden uit de Eerste Wereldoorlog (67 konden niet meer geïdentificeerd worden). Onder sommige grafstenen liggen meerdere onbekende doden begraven. De meerderheid van de slachtoffers vielen tijdens de gevechten in augustus 1914 bij het oprukken van de Duitse troepen. Pas aan het eind van de oorlog werd de gemeente door Canadese troepen bevrijd. Alle doden, behalve één, werden hier na de wapenstilstand bijgezet. Onder de geïdentificeerde graven zijn er 20 Britten en 8 Canadezen. De graven worden onderhouden door de Commonwealth War Graves Commission en staan er geregistreerd als Frameries Communal Cemetery.

### Onderscheiden militairen
- Malcolm Leckie, kapitein bij het Royal Army Medical Corps werd onderscheiden met de Distinguished Service Order (DSO).
- Maurice Cameron Roberts, kapitein bij de Canadian Infantry werd onderscheiden met het Military Cross (MC).